# Бильярдный шар

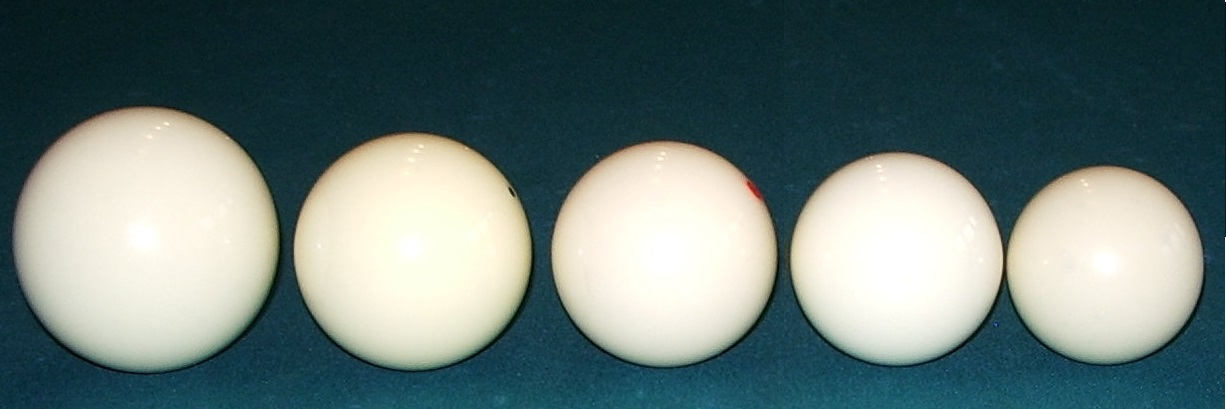
Бильярдные шары (слева направо):
Русская пирамида и кайса — 68 мм (2+11⁄16 дюйма)
Карамболь — 61,5 мм (2+7⁄16 дюйма)
Международный пул (американский) — 57,15 мм (2+1⁄4 дюйма)
Снукер — 52,5 мм (2+1⁄16 дюйма)
Британский пул — 51 мм (2 дюйма)

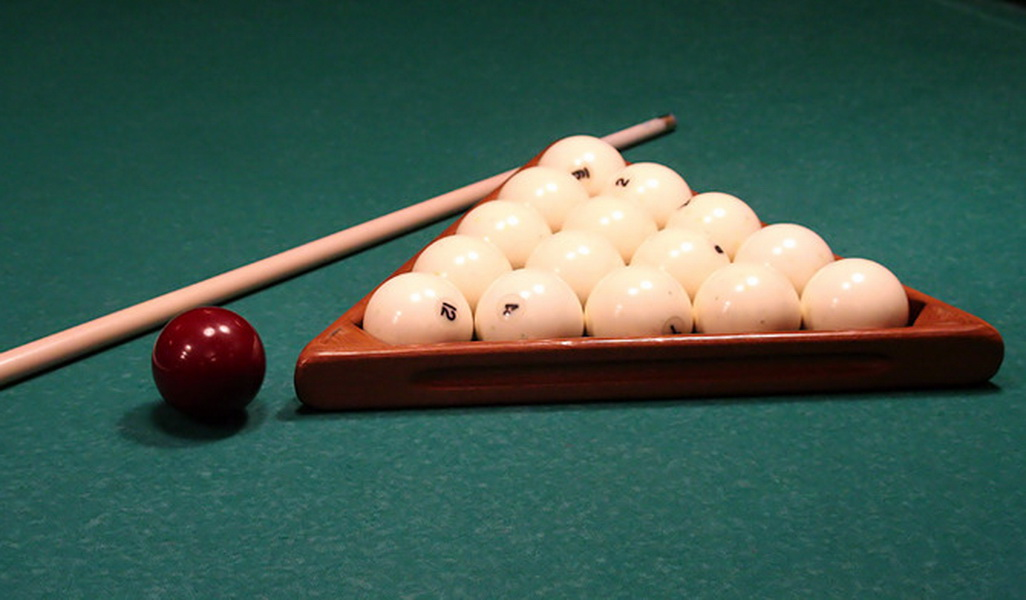
Шары для русской пирамиды

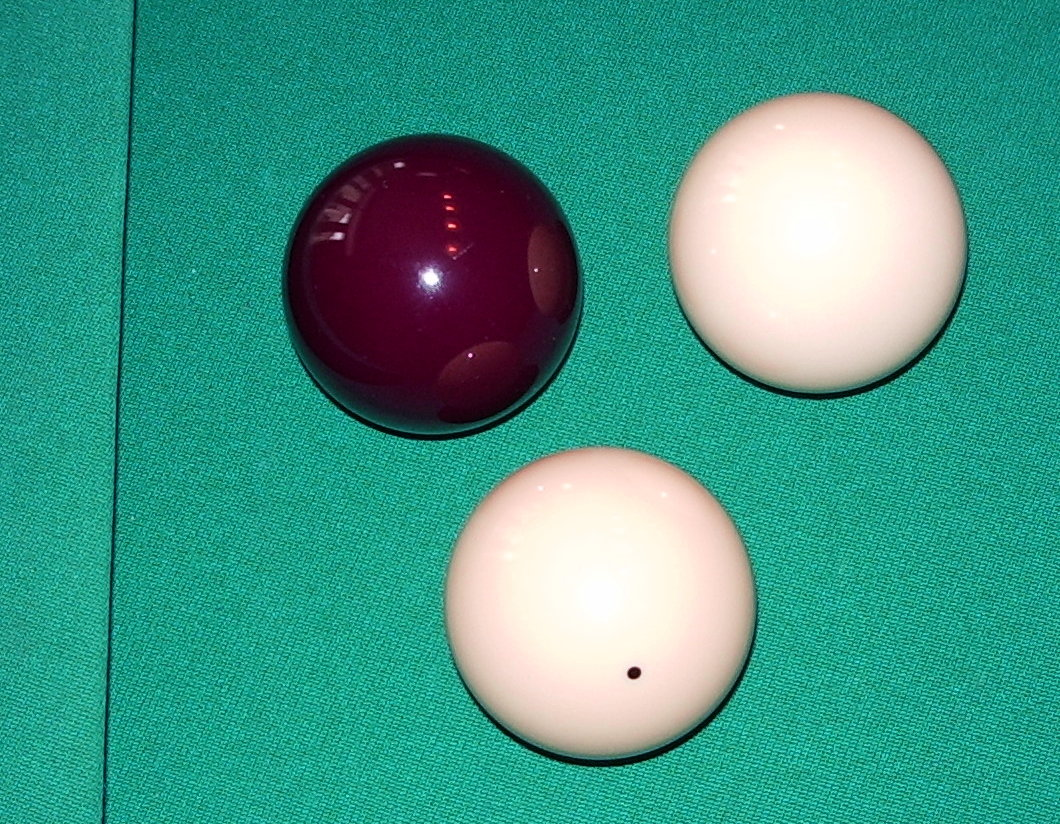
Шары для карамболя

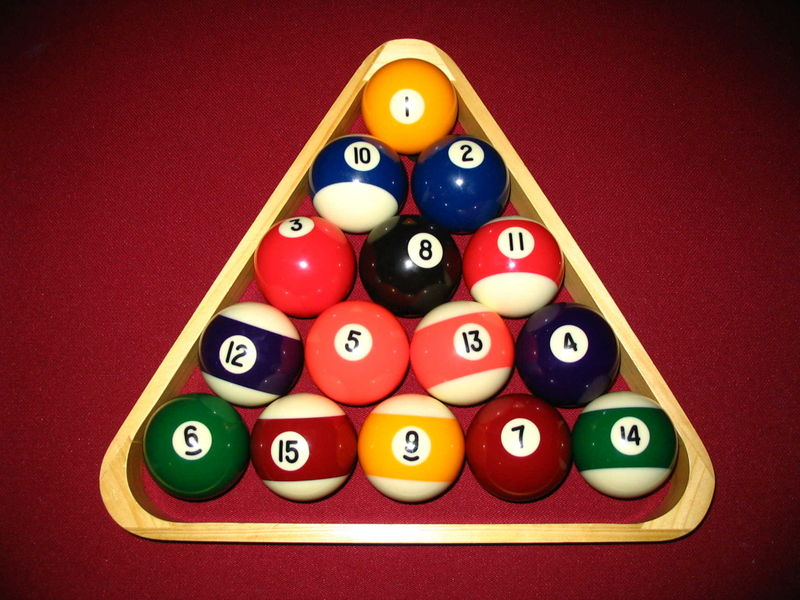
Шары для американского пула.

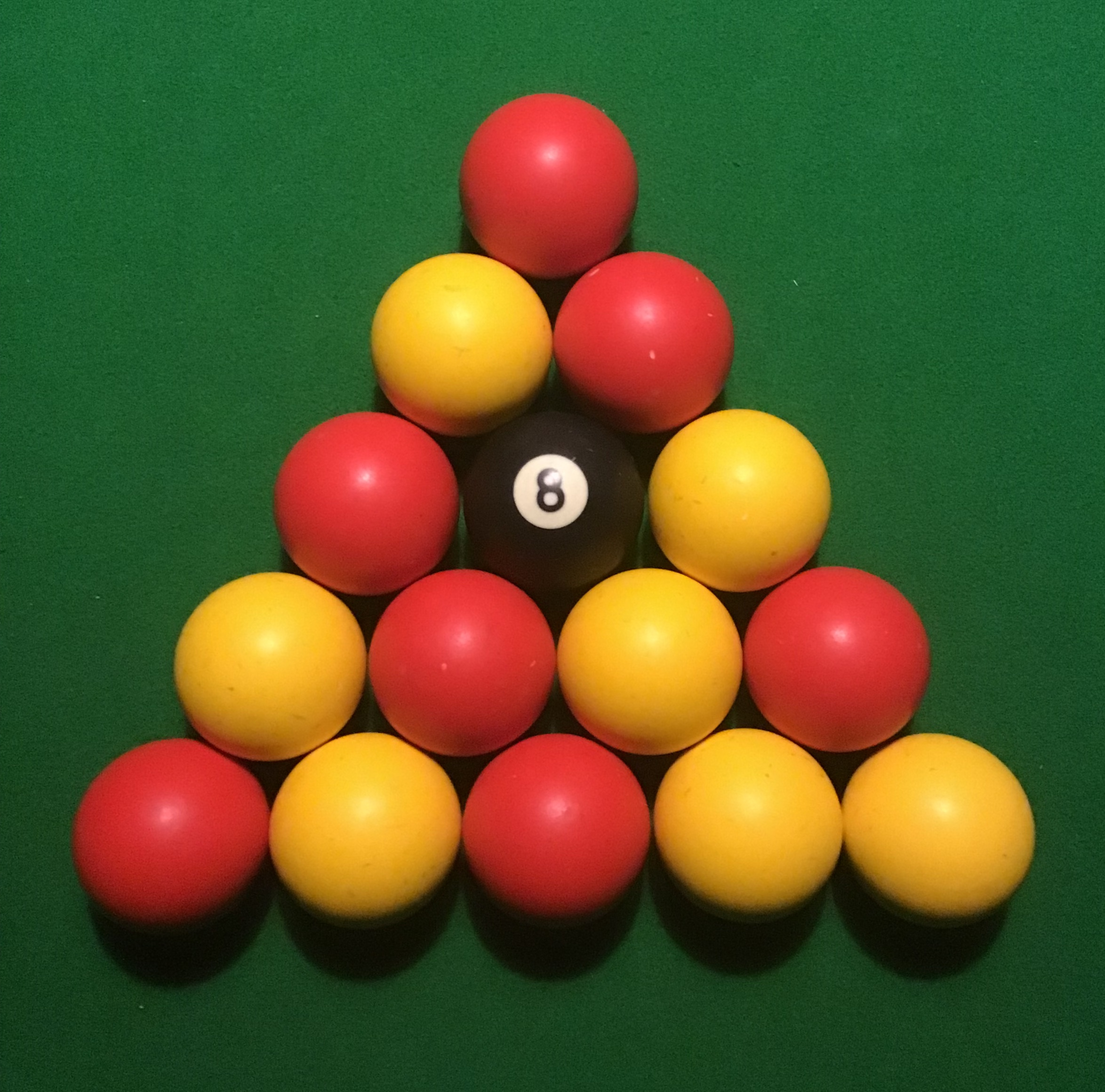
Шары для британского пула

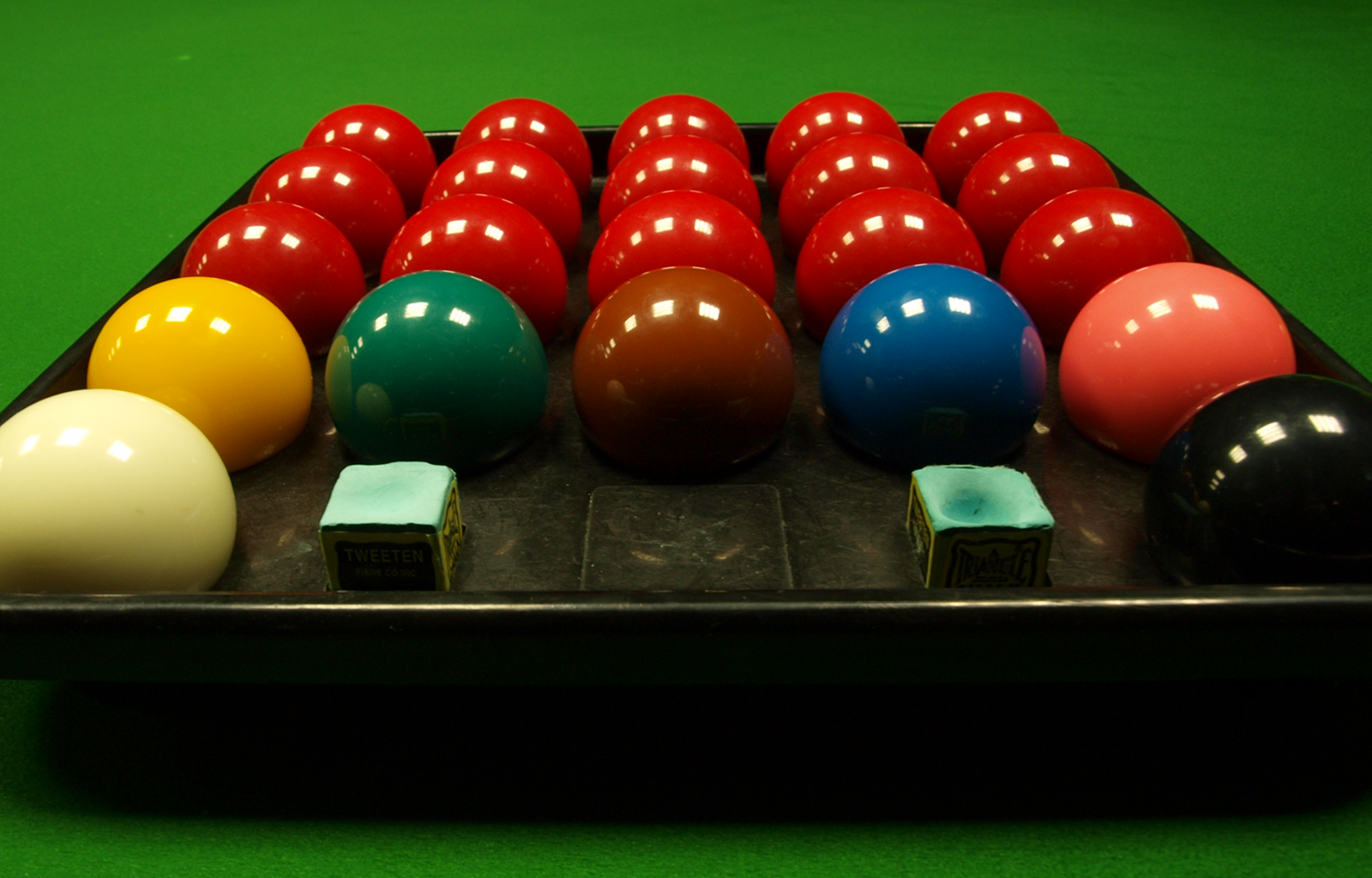
Набор шаров для снукера.

Бильярдный шар — твёрдый шарообразный объект, используемый в бильярдных играх. Изготавливается из материалов высокой плотности (например, фенолформальдегидной смолы, полиэстера, арамида или слоновой кости в исторических вариантах). Имеет стандартные размеры (в зависимости от типа игры) и цветовую маркировку для идентификации номера или роли в игре (например, белый шар — биток, цветные — прицельные). Обладает высокой упругостью для точного отскока от бортов и других шаров.

## Размеры шаров в различных видах бильярда

### Русский бильярд
Русская пирамида, кайса
- Классический диаметр шара: 68 мм = 2+11⁄16 дюйма (иногда встречается 67 мм).
- Вес: 256—284 г (в зависимости от производителя и типа стола).
- Для небольших столов используются шары диаметром 60,3 мм (вес около 195—198 г).

### Карамболь
- Диаметр шара: 61,5 мм = 2+7⁄16 дюйма.
- Вес: около 220 г.

### Американский пул
- Стандартный диаметр шара: 57,15 (57,2) мм = 2+1⁄4 дюйма.
- Вес: около 167 г (5½—6 унций (156—170 г)).

### Снукер
- Стандартный диаметр шара: 52,4 мм = 2+1⁄16 дюйма (иногда указывается 52,5 мм).
- Вес: около 140—142 г.

### Британский пул[англ.]
- Диаметр шара: 52,4 или 50,8 мм = 2 дюйма.

### Мини-версии и нестандартные размеры
- Для домашних и мини-столов размеры жёстко не регламентируются. Выпускаются шары различных диаметров: 57,2 мм, 50,8 мм, 44,5 мм, 41,3 мм, 38 мм, 32 мм.

| Вид бильярда           | Диаметр шара (мм) | Вес (г) |
| ---------------------- | ----------------- | ------- |
| Русский бильярд        | 68 (или 67)       | 256-284 |
| Карамболь              | 61,5              | 220     |
| Русский бильярд (мал.) | 60,3              | 195-198 |
| Пул (американский)     | 57,2              | 167     |
| Снукер                 | 52,5              | 140—142 |
| Британский пул         | 52,4 или 50,8 мм  | ~140    |